# Ian Ironside
Ian Ironside (Sheffield, 8 marzo 1964) è un ex calciatore inglese, di ruolo portiere.

## Biografia
Suo figlio Joe è stato a sua volta un calciatore professionista.

## Carriera
Dopo alcune stagioni nella prima squadra del Barnsley, con cui non gioca però mai in partite ufficiali, nel 1985 va a giocare in Northern Counties East Football League al North Ferriby Utd. Nel 1988, dopo un triennio, passa allo Scarborough, club con cui all'età di 24 anni esordisce tra i professionisti, giocando nell'arco di un triennio un totale di 85 partite nella quarta divisione inglese.
Nell'estate del 1991 si trasferisce al Middlesbrough, club di seconda divisione: dopo una sola presenza torna in prestito allo Scarborough, con cui gioca ulteriori 7 partite in quarta divisione. Nella stagione 1992-1993 gioca invece 12 partite in prima divisione con il Middlesbrough. Dal 1993 al 1995 gioca poi in terza divisione con lo Stockport County, per tornare infine in quarta divisione allo Scarborough, con cui trascorre ulteriori due stagioni. Si ritira nel 1998, dopo una breve parentesi ai semiprofessionisti del Worksop Town.
In carriera ha giocato complessivamente 229 partite nei campionati della Football League.